# Lorenzo Martini
Lorenzo Martini (* 21. Dezember 1994 in Triest) ist ein italienischer Grasskiläufer. Er gehört dem Kader des Italienischen Wintersportverbandes (FISI) an und startet seit 2009 im Weltcup.

## Karriere
Martinis erstes FIS-Rennen war der Super-G in Wilhelmsburg am 5. Juni 2009, bei dem er den 38. und zugleich letzten Platz belegte. Am folgenden Tag gab er in der Super-Kombination sein Debüt im Weltcup, wurde allerdings im Slalomdurchgang disqualifiziert. Die ersten Weltcuppunkte gewann Martini mit Rang 23 im Slalom von Maria Gugging am 30. August 2009. Im September kam er beim Weltcupfinale in Forni di Sopra weitere zwei Male unter die besten 30, womit er die Saison 2009 als 59. im Gesamtweltcup abschloss. Bei der Juniorenweltmeisterschaft 2009 in Horní Lhota u Ostravy war sein bestes Resultat der 14. Platz im Riesenslalom.
Zu Beginn der Saison 2010 erreichte Martini mit Platz 14 im Slalom von Čenkovice sein bislang bestes Weltcupresultat, weitere Top-20-Ergebnisse folgten zu Saisonende mit zwei 18. Plätzen in den letzten beiden Slaloms in Frais-Chiomonte und Sestriere. Im Gesamtweltcup verbesserte er sich auf Rang 44. Bei der Juniorenweltmeisterschaft 2010 in Dizin war sein bestes Ergebnis der zehnte Platz im Slalom. Ein Jahr später belegte er bei der Juniorenweltmeisterschaft 2011 in Goldingen zwei 16. Plätze im Riesenslalom und im Super-G. Im Slalom und damit auch in der Kombination schied er aus. Er nahm auch an der zeitgleich ausgetragenen Weltmeisterschaft in der Allgemeinen Klasse teil, bei der sein bestes Resultat der 20. Rang in der Super-Kombination war. Im Weltcup fuhr Martini in der Saison 2011 in drei Rennen unter die schnellsten 20, womit er 36. im Gesamtweltcup wurde.
In der Saison 2012 nahm Martini nur an zwei Weltcupslaloms in Triest teil, bei denen er 23. und 22. wurde. Zudem startete er bei FIS-Rennen sowie bei der Juniorenweltmeisterschaft 2012 in Siegerland, bei der sein bestes Ergebnis der 17. Platz im Super-G war.

## Erfolge

### Weltmeisterschaften
- Goldingen 2011: 20. Super-Kombination, 30. Riesenslalom, 32. Super-G

### Juniorenweltmeisterschaften
- Horní Lhota u Ostravy 2009: 14. Riesenslalom, 23. Slalom, 26. Super-Kombination, 32. Super-G
- Dizin 2010: 10. Slalom, 15. Super-Kombination, 22. Riesenslalom, 22. Super-G
- Goldingen 2011: 16. Riesenslalom, 16. Super-G
- Burbach 2012: 17. Super-G, 19. Riesenslalom, 19. Super-Kombination

### Weltcup
- Sechs Platzierungen unter den besten 20